# نادي أورينبورغ
نادي أورينبورغ لكرة القدم (الروسية: Футбольный клуб "Оренбург") نادي كرة قدم روسي يلعب في الدوري الروسي الممتاز. تم تأسيس النادي في عام 1976.

## روابط خارجية
- FK Gazovik Orenburg